# Bourse Focillon
La Bourse Focillon, ou Focillon Fellowship, est une bourse d'études créée au lendemain de la Seconde Guerre mondiale pour permettre aux historiens de l'art français de résider à l'université Yale, pendant un trimestre. Elle porte le nom de l'historien de l'art Henri Focillon, professeur au Collège de France et à Yale.
Elle a été instituée à l'origine pour créer et maintenir des liens entre les étudiants français et américains d'Henri Focillon, autour de son enseignement : parmi eux, Jurgis Baltrušaitis, Jean Bony, André Chastel, Louis Grodecki du côté français, S. Lane Faison, George Heard Hamilton, Sumner Mc Knight Crosby, George Kubler, Charles Seymour Jr. du côté américain.
Elle est ensuite devenue une bourse d'études permettant aux historiens de l'art français d'être en résidence à Yale en tant que Focillon Fellow et de nouer des contacts professionnels avec les historiens de l'art américains.
Le lauréat de la bourse est sélectionné sur projet de recherche par un jury constitué d'enseignants-chercheurs et de conservateurs, sous l'égide du Comité français d'histoire de l'art. Elle a longtemps été financée par le ministère des Affaires étrangères et l'université Yale ; le ministère de la Culture s'est substitué au ministère des Affaires étrangères à partir de 2010.

## Lauréats
Parmi les lauréats :
- Pierre Devinoy (1947)
- Louis Grodecki (1948)[7]
- André Chastel (1er trimestre 1949)[8]
- Jean Bony (4e trimestre 1949)[9]
- Jacques Thuillier (1955, séjour non effectué ; 1970)[10]
- Michel Laclotte (1956)[11]
- Jacques Guillerme (1959)
- Jacques de Caso (1960)
- Pierre Rosenberg (1962)
- Guy Habasque (?)
- Henri Zerner (1962 ?)
- Hubert Damisch (1963)
- Yves Bottineau (1964)
- Françoise Cachin (196?)
- Antoine Schnapper (1967)
- Jean-Patrice Marandel (1968)[12]
- François Souchal (1971)[13]
- Roland Recht (1972)
- Pierre Georgel (1973)
- Jacques Foucart (1974)
- Arnauld Brejon de Lavergnée
- Jean-Paul Bouillon (1977)
- Jean-Pierre Cuzin (1978)
- Anne-Marie Lecoq (1979)
- Gérard Mabille (1981)
- Marie-Félicie Pérez (1982)
- Philippe Durey (1982)
- Alain Roy (1983)
- Sylvain Laveissière (1984)
- Amaury Lefébure(1985)
- Pierre Vaisse (1986)
- Gilles Chomer (1987-1988)
- Dominique Cordelier (1988-1989)
- Monique Mosser (1989-1990)
- Jannick Durand (1990-1991)
- Françoise Levaillant (1991)[14]
- Henriette Pommier (1991-1992)
- Philippe Lorentz (1992-1993)
- Philippe Jarassé (1993-1994)
- Christian Heck (1994-1995)
- Sylvain Bellenger (1994-1995)
- Olivier Bonfait (1995-1996)[15]
- Barthélemy Jobert (2000-2001)[16]
- Christophe Leribault (2001-2002)
- Olivier Gabet (2002-2003)
- Guillaume Glorieux (2003-2004)
- Blaise Ducos (2004-2005)[17]
- Jean-François Luneau (2005-2006)[18]
- Aurélie Verdier (2006-2007)
- Sophie Mouquin (2007-2008)
- Valérie Bajou (2008-2009)
- Révision générale des politiques publiques : pas de bourse Focillon pour l'année 2010[19]
- Jean-Marie Guillouët (2010-2011)
- Valérie Thomas (2011-2012)
- Pierre Sérié (2012-2013)
- Sébastien Chauffour (2013-2014)
- Jérémie Koering (2014-2015)
- Vincent Delieuvin (2015-2016)[20]
- Thierry Laugée (2016-2017)[21]
- Isolde Pludermacher, conservateur en chef au Musée d’Orsay (2019), pour  son projet intitulé Édouard Manet sous l’œil d’Adolphe Tabarant. (recherche sur les archives Tabarant à la Pierpont Morgan Library, au Loria Center de Yale University et dans les collections américaines)[22].
- Damien Delille, maître de conférence à l’Université Lyon 2 Louis Lumière, département Histoire de l’art et archéologie (2020), pour son projet intitulé Japonisme vestimentaire et circulation des textiles asiatiques entre l’Europe et les Etats-Unis (XIXe – XXe siècle)[22].
- Michaël Vottero, conservateur en chef à la DRAC Bourgogne-Franche-Comté, conservation régionale des monuments historiques, pour son projet intitulé La réception de la peinture de genre française aux Etats-Unis durant le Gilded Age[22].
- Hélène Valance, maîtresse de conférences en études américaines à l’Université de Bourgogne Franche-Comté, UFR Sciences du Langage, de l’Homme et de la Société (2022), pour son projet sur les représentations de l’histoire nationale dans la culture visuelle et matérielle américaine du long XIXe siècle[22].
- Corentin Dury, conservateur du patrimoine au Musée des Beaux-Arts d'Orléans (2023), avec le sujet Des Lorenzetti à Sassetta, pour une étude renouvelée des polyptyques du second Trecento siennois (1348-1422)[22].
- Quentin Petit dit Duhal, docteur en histoire de l'art université Paris Nanterre (2024), avec le sujet recherche Pour une histoire de la culture visuelle de la lutte contre le sida aux États-Unis (1981-1996). L’apport des fonds de Bert Hansen[22].